# San Isidro (Corrientes)
San Isidro es una localidad y municipio argentino, ubicada en el departamento Goya en la provincia de Corrientes. Hasta la creación del municipio en 2013 por la ley 6197 dependía de Goya.
Se encuentra sobre la Ruta Nacional 12, 40 km al sur de Goya. El municipio comprende las islas: El Picasso, Las Ruedas, Tatú, Las Chircas, Pindotí, La Zulema, y del Selzo I.

## Parajes
De acuerdo a la ley de promulgación la componen los siguientes parajes: Loma Grela, Loma San Antonio Cue, Loma Machuca Cue, Loma El Cerrito, Paso Fanegas, Isla Bai, Invernada, Duraznillo, Loma Satuchera, Caabi Huajo, Paso Los Angeles, Palmera Cerrito, Campo Morato, Santa Rita, Tres Bocas, San Antonio, Bañado San Antonio, Rincón del Pago, Pago Redondo, Paso San Juan, La Martha, San Martín, El Quebracho, San José, Stella Maris, El Pampa, La Montaña.

## Infraestructura
La localidad cuenta con una plazoleta, templo católico,puesto de salud, control policial y banco.